# Occitanos
Los occitanos (los occitans en occitano; les Occitans en francés) constituyen un grupo etno-lingüístico europeo que tiene origen en la región histórica de Occitania. Comparten una cultura propia y una lengua, el occitano, hablada por una minoría de la población, que puede variar desde 500.000 hasta 2 millones según la fuente. Desde 2006 la lengua occitana esta reconocida como una de las lenguas oficiales de Cataluña, comunidad autónoma de España.
Los occitanos viven mayoritariamente en Francia (donde se encuentra la región de Occitania), por lo tanto, son considerados como ciudadanos franceses. También existen centros urbanos de occitanohablantes en España (en el Valle de Arán), Italia (Valles Occitanos y La Gardia) y Mónaco.